# Roccaverano
Roccaverano là một đô thị ở tỉnh Asti vùng Piedmont thuộc Ý, nằm ở vị trí cách khoảng 70 km về phía đông nam của Torino và khoảng 35 km về phía nam của Asti. Tại thời điểm ngày 31 tháng 12 năm 2004, đô thị này có dân số 473 người và diện tích là 29,9 km².
Roccaverano giáp các đô thị: Bubbio, Cessole, Denice, Loazzolo, Mombaldone, Monastero Bormida, Olmo Gentile, San Giorgio Scarampi, Serole, Spigno Monferrato và Vesime.